# Joker (filme)
Joker (prt: Joker; bra: Coringa) é um filme de suspense psicológico norte-americano de 2019 dirigido por Todd Phillips, que co-escreveu o roteiro com Scott Silver. Baseado no personagem de mesmo nome da DC Comics, o filme é estrelado por Joaquin Phoenix como o Coringa. Joker é ambientado em 1981, e representa Arthur Fleck, um comediante de stand-up fracassado, que é levado à loucura e se envolve em uma vida de crimes e caos em Gotham City. Robert De Niro, Zazie Beetz, Frances Conroy, Brett Cullen, Marc Maron, Bill Camp, Shea Whigham, Glenn Fleshler, Douglas Hodge e Brian Tyree Henry, entre outros, aparecem em papéis coadjuvantes. Produzido pela Village Roadshow Pictures, DC Films, Sikelia Productions, Joint Effort Productions e Green Hat Films e distribuído pela Warner Bros. Pictures, faz parte da DC Black, uma série de filmes baseados nos personagens da DC separados do Universo Estendido DC. Não há relação com as outras versões do personagem vistas anteriormente no cinema.
O desenvolvimento de um filme independente do Coringa começou em 2016 e foi confirmado em agosto de 2017, depois que a Warner Bros. e a DC Films decidiram enfatizar a natureza compartilhada do Universo Estendido DC. Phillips e Silver escreveram o roteiro em 2017, inspirados nas obras de Martin Scorsese e no romance gráfico Batman: The Killing Joke (1988). Scorsese foi ligado à produção no início da produção do filme, mas deixou de lado devido a outras obrigações. Phoenix passou a se envolver com o projeto em fevereiro de 2018, sendo escalado para o papel em julho, enquanto a maior parte do elenco assinou seus contratos em agosto. As filmagens ocorreram entre setembro e dezembro de 2018 em Nova Iorque, Jersey City e Newark. Joker foi o primeiro filme situado no universo Batman a receber uma classificação indicativa R nos Estados Unidos (proibido para menores de 17 anos, mas permitido para adolescentes desde que acompanhados por pais ou responsáveis) pela Motion Picture Association of America, devido ao seu conteúdo violento.
Joker estreou no 76.º Festival Internacional de Cinema de Veneza em 31 de agosto de 2019, quando recebeu o prêmio máximo do evento, o Leão de Ouro. Foi lançado no Brasil e em Portugal em 3 de outubro de 2019 e nos Estados Unidos em 4 de outubro. A recepção do filme foi polarizada; enquanto a performance de Phoenix, a direção de Phillips, cinematografia de Sher e os valores de produção foram elogiados, o tom sombrio, a forma como distúrbios psicológicos foram retratados e o uso da violência receberam opiniões mais divididas. O filme também gerou preocupação pela possibilidade de inspirar violência no mundo real, como o massacre no cinema de Aurora, ocorrido em 2012, durante a exibição de The Dark Knight Rises. Devido a isso, o filme não foi exibido naquela cidade. Apesar disso, este se tornou um grande sucesso de bilheteria, estabelecendo recordes para um lançamento em outubro. Joker arrecadou mais de US$ 1 bilhão em bilheteria, o que o tornou o primeiro filme classificado para maiores de idade a atingir a marca do bilhão, a sexta maior bilheteria de 2019 e a trigésima primeira maior bilheteria de todos os tempos. O filme também recebeu inúmeros prêmios e indicações; na 92.ª edição do Oscar, o filme recebeu 11 indicações, incluindo Melhor Filme e Melhor Diretor, vencendo em Melhor Ator para Phoenix e Melhor Banda/Trilha Sonora para Hildur Guðnadóttir. Joker foi o segundo filme de quadrinhos indicado na categoria de Melhor Filme, depois de Black Panther ter recebido indicação no ano anterior.
Uma sequência intitulada Joker: Folie à Deux foi lançada em 4 de outubro de 2024, com Phillips retornando para a direção e estrelado por Phoenix e Lady Gaga. Ao contrário do primeiro filme, que foi muito bem recebido pela crítica, Folie à Deux não foi bem recebido.

## Enredo
Em 1981, Arthur Fleck é um homem que sofre de um problema neurológico que faz com que ele ria em momentos inapropriados e, por isso, visita regularmente um serviço de assistência social para adquirir remédios. Ele trabalha como um palhaço prestando serviços para terceiros, enquanto mora com sua mãe, Penny, em Gotham City. Arthur se relaciona com poucas pessoas até conhecer Sophie, uma mãe solteira que vive no mesmo prédio que ele, a quem ele convida para conhecer seu outro trabalho como comediante de stand-up.
Depois que um grupo de delinquentes o atacam em um beco, um colega de trabalho de Arthur, Randall, lhe empresta uma arma para sua proteção. Porém, durante uma apresentação em um hospital para entreter crianças, a arma cai do seu bolso. Randall mente para o patrão de ambos dizendo que Arthur comprou a arma sozinho, e Arthur acaba sendo demitido por isso. Voltando para casa de metrô e triste pela demissão, ele é agredido por três executivos embriagados da Wayne Enterprises após estes pensarem que ele estava debochando da tentativa de assédio deles a uma mulher. Ele atira nos dois primeiros em autodefesa e persegue e executa o terceiro. Os assassinatos geram uma série de protestos contra os ricos de Gotham em que os manifestantes se fantasiam de palhaços tal como o assassino não identificado.
Posteriormente, Arthur descobre que o programa de assistência social teve seu orçamento cortado e ele ficará sem seus remédios. Nessa noite, Sophie vai ao seu show de stand-up, que vai mal porque ele não consegue parar de rir, o que dificulta sua apresentação. Seu fracasso repercute e as cenas de seus risos são exibidas num famoso programa de auditório de um de seus ídolos, Murray Franklin. Mais tarde, Arthur lê uma carta de sua mãe para o bilionário e candidato a prefeito Thomas Wayne, para quem ela trabalhou por 30 anos; na carta, ela alega que Arthur é filho de Thomas. Depois de se exaltar com sua mãe, Arthur vai até a mansão Wayne atrás de satisfações. Mas ele só encontra o filho de Thomas, Bruce, e é barrado por Alfred Pennyworth, a quem Arthur agride através do portão antes de fugir. Quando ele chega em casa, descobre que sua mãe sofreu um acidente vascular cerebral e foi internada depois que dois detetives (que se apresentam a Arthur) interrogaram-na quanto à possibilidade do envolvimento dele com as mortes no metrô.
Após entrar disfarçado num evento de gala, Arthur confronta Thomas, que diz que Penny tem problemas mentais e nem ele e nem Penny são seus pais biológicos. Depois dessa relevação, Artur ri-se, e Thomas fica furioso e agride-o com um soco na boca e avisa-o seriamente para não voltar a cruzar-se com seu filho. Descrente, Arthur vai ao Asilo Arkham e rouba a ficha da sua mãe. Ele lê que ele foi adotado após ser abandonado quando era bebê e que Penny tem problemas mentais, tinha um namorado abusivo que a agredia e a Arthur. Então, surge um flashback em uma cena em que Penny está numa delegacia e que os policiais referem que Artur foi "encontrado amarrado a um radiador no seu apartamento imundo, mal nutrido com múltiplas escoriações pelo corpo e trauma severo na cabeça."  Inconformado, Arthur vai ao hospital, mata sua mãe pelo seu engano e volta para seu prédio, entrando no apartamento de Sophie sem avisar. Assustada, Sophie pede para ele sair e é revelado que os encontros anteriores entre os dois foram produtos da mente de Arthur.
Isolado em seu apartamento, Arthur ignora as ligações da polícia quando, inesperadamente, recebe a proposta de aparecer no programa de Murray por causa da popularidade dos vídeos do seu show. Enquanto se maquia e antes de se vestir para o programa, ele é visitado por seus antigos colegas de trabalho Gary e Randall. Arthur mata Randall por vingança, mas poupa Gary, pois este o tratava bem no passado. No caminho para o estúdio, já com um visual extravagante (cabelo pintado de verde e vestido com uma roupa de cores berrantes), ele se reencontra e é perseguido pelos dois detetives que interrogaram sua mãe, e os três entram num metrô cheio de manifestantes fantasiados de palhaços. Ao entrar, Arthur despista os dois detetives tirando a máscara de um dos manifestantes, iniciando assim uma briga entre eles no vagão, sendo que no incidente um dos policiais acidentalmente dispara num dos manifestantes, que morre, e os dois policiais são espancados pela multidão furiosa, permitindo que Arthur escape.
Antes de o programa entrar no ar, Arthur pede a Murray que o apresente como "Coringa", uma referência ao deboche do próprio apresentador quando o vídeo de Arthur foi apresentado. Bem recebido no início, Arthur passa a contar piadas mórbidas, assume o assassinato dos homens no metrô e expressa sua raiva sobre o deboche de Murray e sobre como a sociedade trata pessoas como ele. Murray também fica indignado e confronta-o, dizendo que Arthur também é uma pessoa ruim por ter matado os três jovens e ter colocado a cidade em alvoroço por conta disso. Arthur continua a falar, mas Murray, enojado, ignora-o e pede a Gene para chamar a polícia. Ele então mata Murray, para horror dos convidados, do público e dos telespectadores e é preso, mas, inadvertidamente, provoca uma onda de protestos violentos por Gotham. Nesse caos, um dos fantasiados de palhaço mata Thomas e sua esposa Martha, poupando apenas o perplexo e traumatizado Bruce. Outro grupo, usando uma ambulância, colide com o carro da polícia e liberta Arthur, que é aclamado pela multidão.
Tempos depois, Arthur está num manicômio e ri sozinho, alegando à sua nova psiquiatra que ela não entenderia a piada. Depois de cantarolar, Arthur então foge pelos corredores, deixando um rastro de pegadas ensanguentadas.

## Elenco
- Joaquin Phoenix como Arthur Fleck / Coringa: Um comediante stand-up empobrecido e doente mental, desconsiderado pela sociedade, cuja história de abuso faz com que ele se torne um criminoso niilista.
- Robert De Niro como Murray Franklin:[15] Um apresentador de talk show que desempenha um papel na queda de Arthur.
- Zazie Beetz como Sophie Dumond:[16] Uma mãe solteira cínica e o interesse amoroso de Arthur.
- Frances Conroy como Penny Fleck: A mãe de Arthur, que trabalhou anteriormente para Thomas Wayne.[17]

Além disso, Brett Cullen interpreta Thomas Wayne, um filantropo bilionário concorrendo à prefeitura de Gotham. Diferentemente dos quadrinhos, Thomas desempenha um papel nas origens do Coringa e é menos simpático do que as encarnações tradicionais. Alec Baldwin foi inicialmente escolhido para o papel, mas desistiu devido a conflitos de agendamento. Douglas Hodge interpreta Alfred Pennyworth, o mordomo e zelador da família Wayne, e Dante Pereira-Olson interpreta Bruce Wayne, filho de Thomas, que se torna o arqui-inimigo do Coringa, Batman quando adulto.
Membros adicionais do elenco incluem: Glenn Fleshler e Leigh Gill como Randall e Gary, os colegas-palhaços de Arthur; Bill Camp e Shea Whigham como dois detetives do Departamento de Polícia de Gotham City; Marc Maron como Gene Ufland, produtor do programa de Franklin; Josh Pais como Hoyt Vaughn, agente de Arthur; Brian Tyree Henry, como funcionário do Hospital Estadual Arkham; Ben Warheit, banqueiro de Wall Street, assassinado por Arthur em uma plataforma de metrô; Gary Gulman, como comediante que atua no restaurante antes de Arthur; e Bryan Callen como Javier, um colega de trabalho de Arthur. Justin Theroux tem uma participação especial não creditada como convidado de celebridade no show de Franklin.

### Dublagem brasileira
- Estúdio de dublagem: Delart[34]
- Direção de dublagem e tradução: Garcia Júnior[34]

Elenco
- Hélio Ribeiro como Arthur Fleck[34]
- Júlio Chaves como Murray Franklin[34]
- Marize Motta como Penny Fleck[34]
- Flavia Fontenelle como Sophie Dumond[34]
- Gigante Léo como Gary[34]
- Cláudia Ricart como Shirley Woods[34]
- Márcia Morelli como Courtney Weathers[34]
- Enzo Dannemann como Bruce Wayne[34]
- Hercules Franco como Randall[34]
- Márcio Simões como Alfred Pennyworth[34]
- Duda Espinoza como Hoyt[34]
- Marcio Dondi como Thomas Wayne[34]
- Guilherme Lopes como Gene[34]
- Mauro Horta como Chuck Stevens[34]
- Fernandinha Vandelli como Gigi Dumond[34]

Vozes adicionais: Agnes Lealt, Anderson Coutinho, Carla Pompilio, Carol Murai, Felipe Absalão, Gil Mesquita, Lacarv, Leo Rabelo, Luisa Viotti, Marcelo Mattos, Melise Maia, Pedro Azevedo, Raul Labancca, Ricardo Rossatto, Silvia Goiabeira, Yan Gesteira, Alfredo Martins, Bia Barros, Carmen Sheila, Claudio Galvan, Gesteira, Gustavo Carvalho, Léo Martins, Leonardo Serrano, Luna Rabelo, Marcus Jardym, Patrícia Ferrer, Philippe Maia, Renan Ribeiro, Rodrigo Oliveira, Vanessa Vadul.

## Produção

### Desenvolvimento

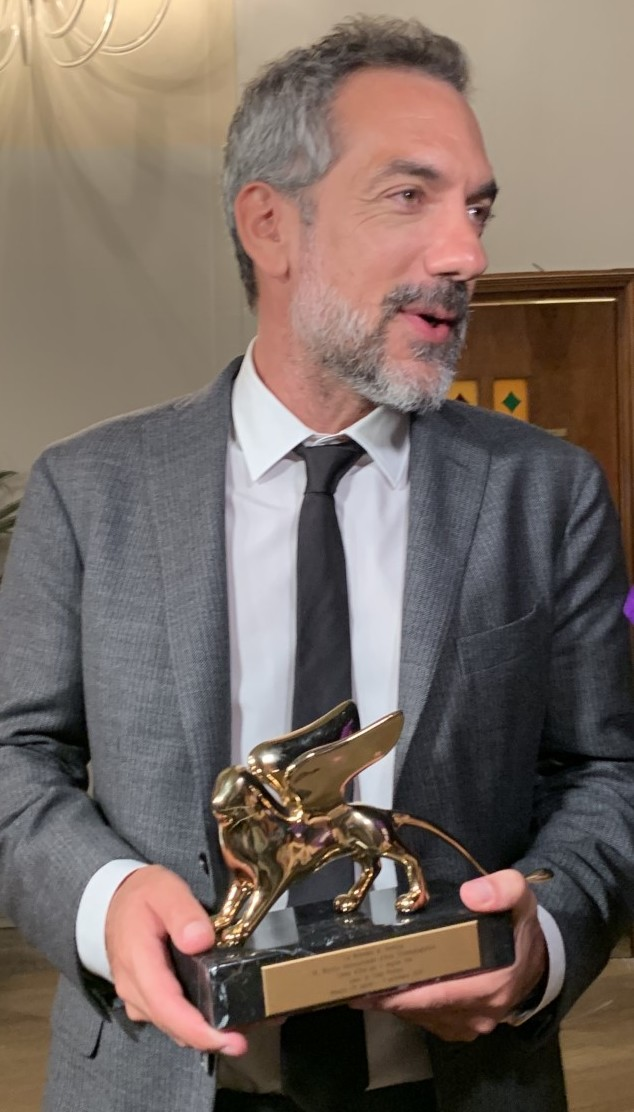
O diretor Todd Phillips segurando o Leão de Ouro, concedido por Coringa no 76º Festival Internacional de Cinema de Veneza.

Entre 2014 e 2015, Joaquin Phoenix manifestou interesse em atuar em um tipo de filme de "estudo de personagem" de baixo orçamento sobre um vilão de quadrinhos, como o personagem Joker da DC Comics. Phoenix já havia se recusado a atuar no Universo Cinematográfico da Marvel, porque ele teria que desempenhar papéis, como Hulk e Doctor Strange, em vários filmes. Ele não acreditava que sua ideia para um filme deveria abranger o Coringa, pois achava que o personagem já havia sido retratado de maneira semelhante antes e tentou pensar em outro. O agente de Phoenix sugeriu marcar uma reunião com a Warner Bros., mas ele recusou. Da mesma forma, Todd Phillips havia sido oferecido para dirigir filmes baseados em quadrinhos várias vezes, mas recusou porque achava que eram "barulhentos" e não o interessavam. De acordo com Phillips, Joker foi criado a partir de sua ideia para criar um filme de quadrinhos diferente e mais fundamentado. Ele foi atraído pelo Coringa porque não achava que houvesse um retrato definitivo do personagem, que ele sabia que proporcionaria considerável liberdade criativa.
Phillips lançou a ideia de Joker para a Warner Bros. depois que seu filme War Dogs estreou em agosto de 2016. Antes de War Dogs, Phillips era conhecido principalmente por seus filmes de comédia, como Road Trip (2000), Old School (2003) e The Hangover (2009); Os Cães de Guerra marcaram uma aventura em território mais perturbador. Durante a estreia, Phillips percebeu "War Dogs não iria incendiar o mundo e eu pensava: "O que as pessoas realmente querem ver?". Ele propôs que a DC Films diferenciasse sua marca da Marvel concorrente. Studios ', produzindo filmes independentes e de baixo orçamento. Após o lançamento bem-sucedido de Mulher Maravilha (2017), a DC Films decidiu enfatizar a natureza compartilhada de sua franquia de filmes baseada em DC, o Universo Estendido DC (DCEU). Em agosto de 2017, a Warner Bros. e a DC Films revelaram planos para o filme, com Phillips dirigindo e coescrevendo com Scott Silver, e Martin Scorsese começou a coproduzir com Phillips.
De acordo com Kim Masters e Borys Kit, do The Hollywood Reporter, Jared Leto, que interpretou o Coringa no DCEU, ficou descontente com a existência de um projeto separado de sua interpretação. Em outubro de 2019, Masters relatou que Leto "se sentiu 'alienado e chateado'" quando soube que a Warner Bros. — que havia prometido a ele um filme independente do DCEU Joker — deixou Phillips prosseguir com Joker, chegando a pedir ao gerente de música Irving Azoff para cancelar o projeto. Masters acrescentou que a irritação de Leto foi o que o levou a encerrar sua associação com a Agência de Artistas Criativos (CAA), pois acreditava que "seus agentes deveriam ter lhe contado sobre o projeto Phillips anteriormente e lutado mais pela sua versão do Coringa". No entanto, fontes associadas a Leto negam que ele tenha tentado cancelar Joker e deixou o CAA por causa disso.
A Warner Bros. pressionou Phillips a escalar Leonardo DiCaprio como o Coringa, na esperança de usar o envolvimento de seu colaborador frequente Scorsese para atraí-lo. No entanto, Phillips disse que Phoenix era o único ator que ele considerava, e que ele e Silver escreveram o roteiro com Phoenix em mente: "O objetivo nunca era introduzir Joaquin Phoenix no universo dos filmes de quadrinhos. O objetivo era introduzir filmes de quadrinhos no universo Joaquin Phoenix. "Phoenix disse que quando soube do filme, ficou empolgado porque era do tipo que procurava fazer, descrevendo-o como único e afirmando que não parecia típico filme de estúdio". "Ele levou algum tempo para se comprometer com o papel, pois o intimidava e ele dizia: 'muitas vezes, nesses filmes, temos esses arquétipos simplificados e redutores, e isso permite que o público se afaste do personagem, como faríamos na vida real, onde é fácil rotular alguém como mal e, portanto, diga: Bem, eu não sou isso'."

### Roteiro
Foi um processo de um ano desde quando terminamos o roteiro apenas para colocar as novas pessoas a bordo dessa visão, porque eu a apresentei para uma equipe totalmente diferente da que a fez. Havia e-mails sobre: 'Você percebe que vendemos pijamas do Coringa na Target.' Havia um zilhão de obstáculos, e você meio que tinha que navegar por eles um de cada vez [...] Na época, eu os xingava na minha cabeça todos os dias. Mas então eu tenho que colocar isso em perspectiva e dizer, 'Eles são bem ousados por terem feito isso.'

– Todd Phillips
Phillips e Silver escreveram Joker ao longo de 2017, e o processo de escrita levou cerca de um ano. Segundo a produtora Emma Tillinger Koskoff, demorou algum tempo para obter a Warner Bros., em parte devido à preocupação com o conteúdo. Da mesma forma, Phillips comentou que havia "um zilhão de obstáculos" durante o processo de escrita de um ano devido à visibilidade do personagem. Phillips disse que, embora os temas do roteiro possam refletir a sociedade moderna, o filme não pretendia ser político. Enquanto o Coringa já havia aparecido em vários filmes antes, Phillips pensou que era possível produzir uma nova história com o personagem. "É apenas outra interpretação, como as pessoas interpretam Macbeth", disse ele ao The New York Times.
O roteiro se inspira em filmes de Scorsese, como Taxi Driver (1976), Raging Bull (1980) e The King of Comedy (1983), além da trilogia The Hangover de Phillips. Outros filmes que Phillips citou como inspiração incluem estudos de personagens lançados na década de 1970 — como Serpico (1973) e One Flew Over the Cuckoo's Nest (1975) — o filme mudo The Man Who Laughs (1928) e vários musicais. Phillips disse que, além do tom, ele não considerava Joker tão diferente de seu trabalho anterior, como seus filmes da ressaca. Enquanto a premissa do filme foi inspirada na novela gráfica de Alan Moore e Brian Bolland, Batman: The Killing Joke (1988), que descreve o Coringa como um comediante de stand-up fracassado, Phillips disse que não "segue nada dos quadrinhos". ..."Isso foi o que foi interessante para mim. Nós nem estamos interpretando o Coringa, mas a história de nos tornarmos Coringa". Phillips esclareceu mais tarde que ele queria dizer que eles não procuravam inspiração em um quadrinho específico, mas sim" escolhidos " e escolheu o que gostamos "da história do personagem. Tendo crescido em Nova Iorque, Phillips também se inspirou na vida em Nova Iorque durante o início dos anos 80. A cena do tiroteio no metrô e suas consequências foram inspiradas no tiroteio no metrô de Nova Iorque em 1984, enquanto Arthur Fleck é parcialmente baseado no autor do tiroteio, Bernhard Goetz.
Phillips e Silver encontraram a história de origem mais comum do Coringa, na qual o personagem é desfigurado depois de cair em uma cuba de ácido, muito irrealista. Em vez disso, eles usaram certos elementos do folclore do Coringa para produzir uma história original, que Phillips queria parecer o mais autêntico possível. Como o Coringa não tem uma história de origem definitiva nos quadrinhos, Phillips e Silver receberam considerável liberdade criativa e "se pressionavam todos os dias para criar algo totalmente insano". No entanto, eles tentaram manter a ambiguidade. natureza de "múltipla escolha" do passado do Coringa, posicionando o personagem como um narrador não confiável — com histórias inteiras sendo apenas delírios dele — e deixou claro que doenças mentais ele sofre. Como tal, Phillips disse que o filme inteiro está aberto à interpretação. Um segmento que foi confirmado como real, de acordo com Phillips, em uma entrevista, foi a aparição de Arthur no programa de Murray Franklin, pois a intenção original era passar para Sophie, que o está assistindo na TV, apenas para mostrar ao público que ela ainda está viva, mas foi decidido que isso atrapalharia a narrativa, que era ver tudo do ponto de vista de Arthur.

### Pré-produção

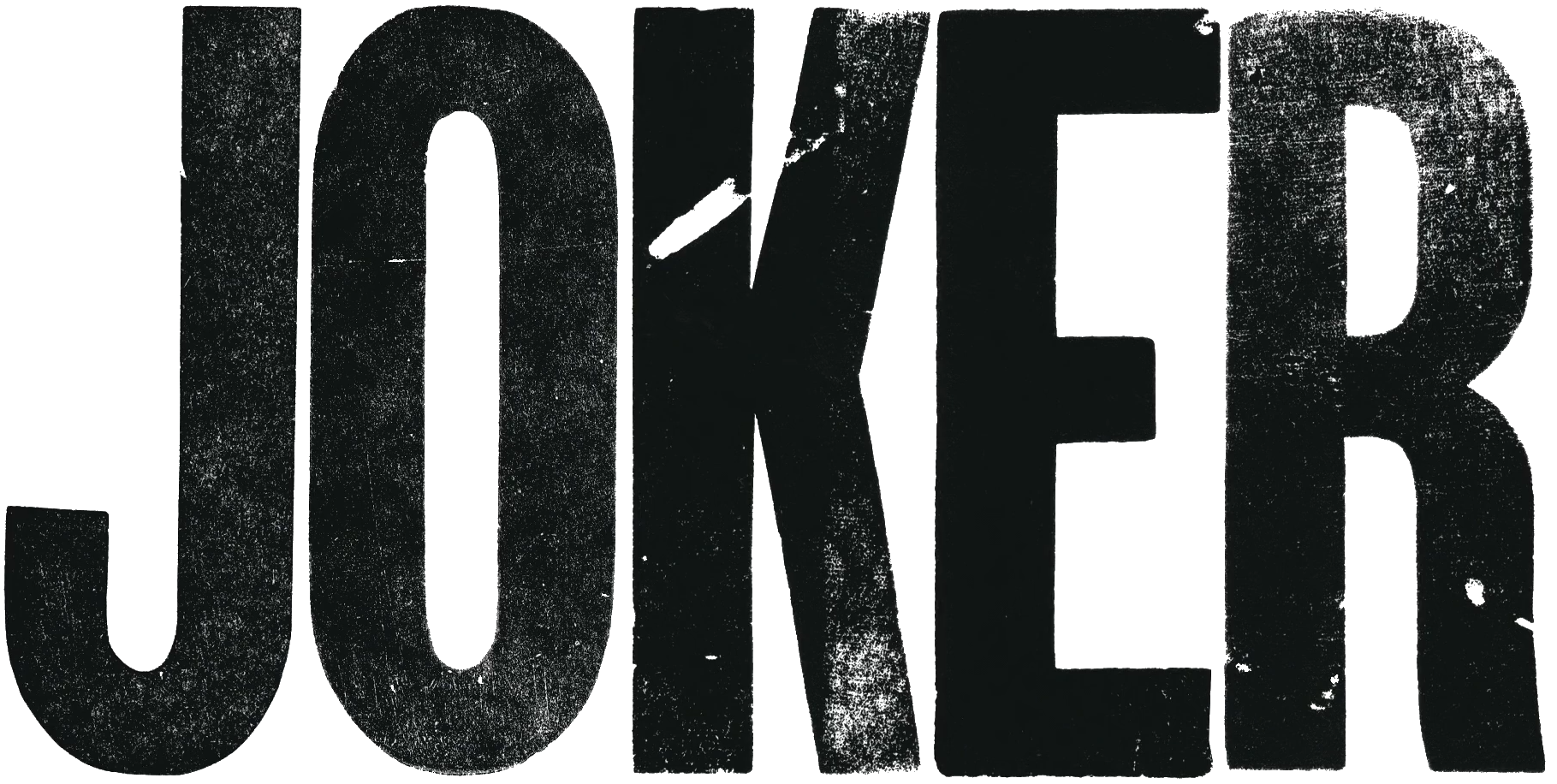
O logotipo de Coringa. Chad Danielely, o designer de fontes, fez isso com efeitos "agressivo / transparência / raspagem / ruído", por tipografia tipo madeira, incluindo a fonte gótica que ele criou.

Após o decepcionante desempenho crítico e financeiro da Liga da Justiça (2017), em janeiro de 2018, Walter Hamada substituiu Jon Berg como chefe da produção de filmes baseados em DC na Warner Bros. Hamada classificou os vários filmes da DC em desenvolvimento, cancelando alguns enquanto avançava no trabalho em outros; o filme do Coringa estava programado para começar a ser filmado no final de 2018 com um pequeno orçamento de US$ 55 milhões. Masters relatou que a Warner Bros. estava relutante em deixar o Coringa seguir em frente, e fez um pequeno orçamento em um esforço para dissuadir Phillips. Em junho, Robert De Niro estava sob consideração por um papel coadjuvante no filme. O acordo com a Phoenix foi finalizado em julho de 2018, após quatro meses de persuasão de Phillips. Imediatamente depois, a Warner Bros. publicou oficialmente o filme, intitulou-o Coringa e deu a ele um dia 4 de outubro de 2019, data de lançamento. A Warner Bros descreveu o filme como "uma exploração de um homem desconsiderado pela sociedade [que] não é apenas um estudo de caráter corajoso, mas também um conto de advertência mais amplo".
O sócio de longa data de Scorsese, Koskoff, juntou-se para produzir, embora Scorsese tenha deixado seus deveres de produção devido a outras obrigações. Scorsese considerou servir como produtor executivo, mas estava preocupado com seu filme The Irishman. Também foi confirmado que o filme não teria efeito no Coringa de Leto e seria o primeiro de uma nova série de filmes da DC não relacionados ao DCEU. Em julho, Zazie Beetz foi escalada para um papel de apoio, e De Niro entrou em negociações em agosto. Frances McDormand recusou uma oferta para retratar a mãe de Arthur, e Frances Conroy foi escalada. No final de julho, Marc Maron, que havia acabado de filmar a terceira temporada da série de televisão na web GLOW, e Bryan Callen se juntaram ao elenco. Alec Baldwin foi escalado como Thomas Wayne em 27 de agosto, mas desistiu dois dias depois devido a conflitos de agendamento.

### Filmagens

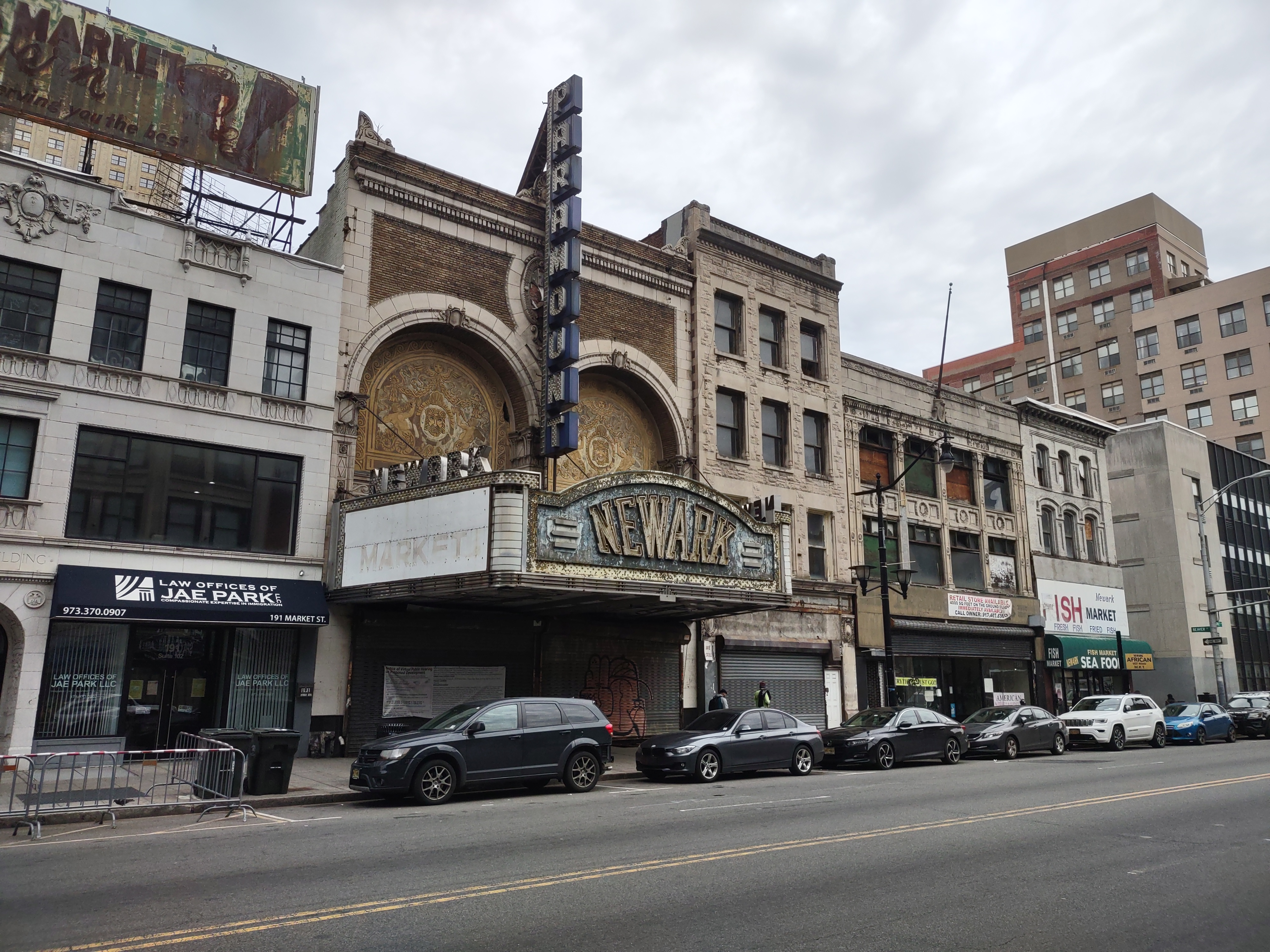
O abandonado Newark Paramount Theatre (Downtown Newark, Nova Jersey) serviu de locação para algumas cenas externas

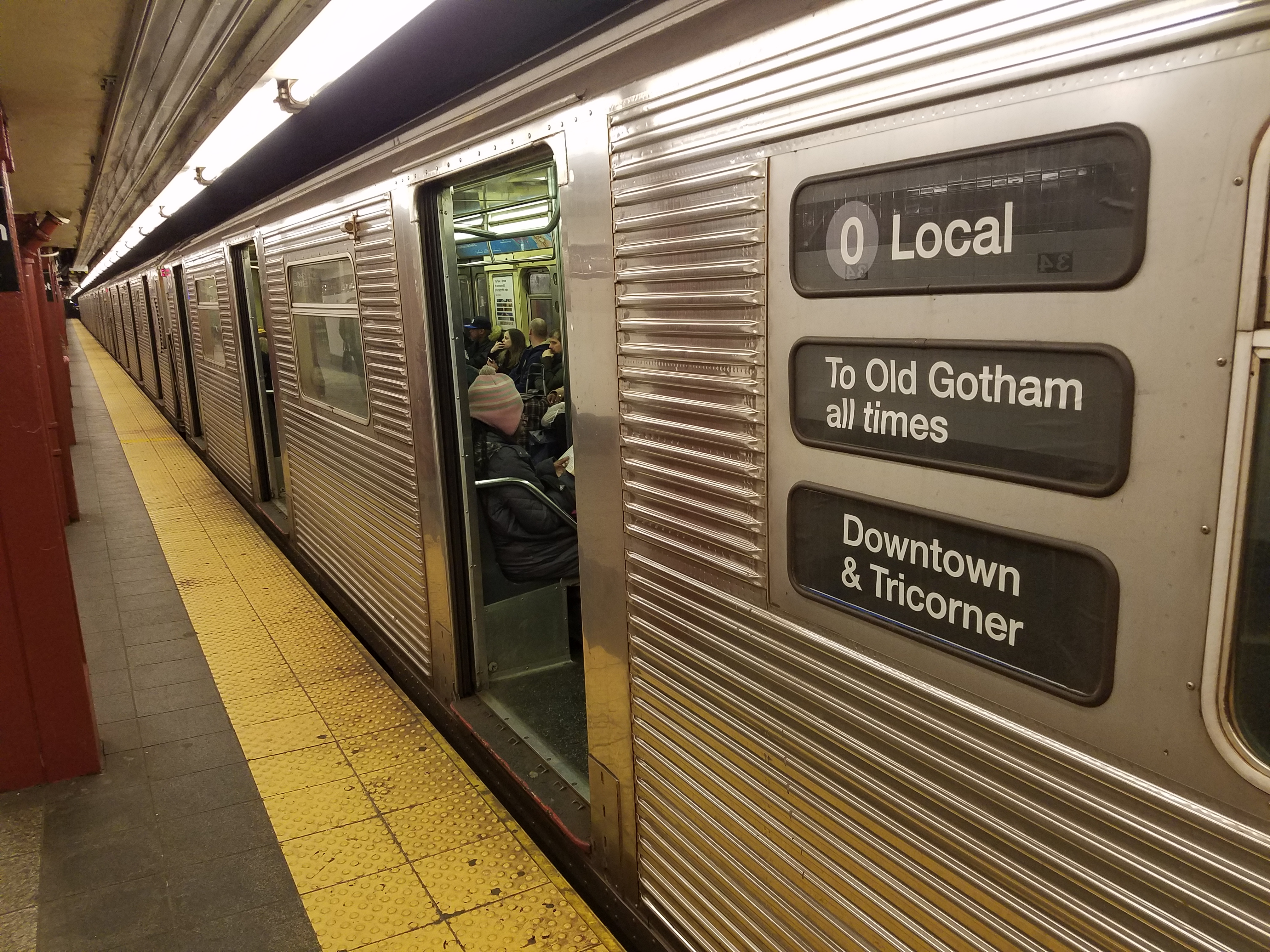
Um trem da Linha C do metrô de Nova York. A rede metroviária novaiorquina também serviu de locação para algumas filmagens.

A fotografia principal começou em setembro de 2018 na cidade de Nova York, sob o título provisório "Romeo". Pouco depois do início das filmagens, De Niro, Brett Cullen, Shea Whigham, Glenn Fleshler, Bill Camp, Josh Pais e Douglas Hodge foram anunciados como tendo se juntado ao filme, com Cullen substituindo Baldwin. Bradley Cooper juntou-se ao filme como produtor enquanto o diretor de fotografia foi Lawrence Sher, com quem Phillips já havia colaborado. Em 22 de setembro, uma cena representando um protesto violento foi filmada na Estação Church Avenue em Kensington, Brooklyn, embora a estação tenha sido modificada para se parecer com a Estação Bedford Park Boulevard no Bronx. As filmagens de cenas violentas também ocorreram na plataforma inferior abandonada da Estação da Nona Avenida em Sunset Park, Brooklyn.
Segundo Beetz, Phillips reescreveu todo o roteiro durante a produção; como Phoenix perdeu muito peso para o filme, não haveria oportunidade para refilmagens. Ela lembrou, "nós íamos para o trailer de Todd e escrevíamos a cena da noite e depois a fazíamos. Durante o cabelo e a maquiagem nós memorizamos essas falas e então as fazíamos e então refilmávamos três semanas depois". Phillips lembrou que Phoenix às vezes saía do set durante as filmagens porque perdia o autocontrole e precisava se recompor - para confusão de outros atores, que achavam que haviam feito algo errado. De Niro foi um dos poucos que nunca abandonou Phoenix nesses momentos, com De Niro dizendo que Phoenix era "muito intenso no que fazia, como deveria ser [...]".
As filmagens em Jersey City começaram em 30 de setembro, onde foi necessário o fechamento da Newark Avenue, enquanto as filmagens de novembro, realizadas no dia 9, fecharam a Kennedy Boulevard. As filmagens em Newark começaram em 13 de outubro e duraram até 16 de outubro. Pouco antes das filmagens de Newark, a SAG-AFTRA recebeu uma reclamação de que figurantes foram trancados em vagões do metrô por mais de três horas durante as filmagens no Brooklyn, o que representaria uma violação envolvendo segurança do trabalho. O problema foi rapidamente resolvido depois que um representante visitou o set. Naquele mês, Dante Pereira-Olson se juntou ao elenco como o jovem Bruce Wayne. Whigham disse que no final de outubro o filme estava "no meio" da produção, acrescentando que foi uma experiência "intensa" e "incrível". Em meados de novembro, as filmagens voltaram para Nova York. As filmagens terminaram em 3 de dezembro de 2018, com Phillips postando uma foto em seu feed do Instagram no final do mês para comemorar a ocasião.
Numa entrevista ao The Hollywood Reporter, Emma Tillinger Koskoff declarou que a filmagem mais estressante foi a cena da "Joker Stairs"; como não havia leis sobre paparazzi na cidade de Nova Iorque, as filmagens foram interrompidas várias vezes por conta da intensa presença de fotógrafos. As escadas do South Bronx usadas para o filme policial biográfico American Gangster (2007) deveriam ser originalmente usadas para essas cenas, de acordo com o The New York Times, mas foram consideradas muito repavimentadas e embelezadas para serem esteticamente aceitáveis para o tom do filme. Inicialmente, Lawrence Sher e Phillips queriam rodar as cenas em filmes de 65 mm para o formato 70 mm, mas a Warner Bros. rejeitou isso devido ao custo, com o filme sendo posteriormente rodado com câmeras digitais Arri Alexa 65. No entanto, a Warner Bros. acabou dando a Joker um lançamento teatral limitado em apresentações convertidas de 70 mm e 35 mm.

### Pós-produção
Phillips confirmou que já estava editando Joker em março de 2019. No CinemaCon do mês seguinte, ele afirmou que o filme "ainda estava tomando forma" e era difícil de discutir, pois esperava manter o sigilo. Phillips também negou a maioria dos relatos sobre o filme, o que ele considerou ser porque é "uma história de origem sobre um personagem que não tem uma origem definitiva". Brian Tyree Henry também foi confirmado para ter um papel no filme. Os efeitos visuais foram fornecidos pelas empresas Scanline VFX e Shade VFX, sendo supervisionados por Matthew Giampa e Bryan Godwin, com Erwin Rivera atuando como supervisor geral. Joker usou menos trabalho de efeitos visuais do que outros filmes de quadrinhos, exceto algumas cenas, incluindo aquela de Arthur manchando o sorriso com seu sangue na multidão.
Uma cena cortada do filme mostrava Sophie assistindo a aparição de Arthur no programa de Franklin. A cena pretendia mostrar ao público que ela ainda estava viva (já que o filme implica que Arthur a mata), mas Phillips decidiu que isso atrapalharia a narrativa, que é retratada do ponto de vista de Arthur. Em outra cena deletada, Arthur revela seus crimes a um colega de trabalho; a cena acabou sendo removida porque fornecia "muita informação" na forma de exposição.
O orçamento final do filme girou em torno de US$ 55 a 70 milhões, considerado pelo The Hollywood Reporter "uma fração" do custo de um típico filme baseado em quadrinhos. Em comparação, o filme anterior da DC centrado em vilões, Esquadrão Suicida (2016), custou US$ 175 milhões. US$ 25 milhões do orçamento de Joker foram cobertos pela empresa de financiamento Creative Wealth Media, com sede em Toronto, enquanto a Village Roadshow Pictures e a Bron Studios contribuíram cada uma com 25%. Joker também foi o primeiro filme para o cinema de ação ao vivo da franquia de filmes do Batman a receber uma "classificação R" da Motion Picture Association of America por conter "forte violência sangrenta, comportamento perturbador, linguagem e breves imagens sexuais". No Reino Unido, o BBFC deu ao filme um certificado +15 por conter "forte violência sangrenta [e] linguagem depreciativa". No Brasil, o filme foi classificado para maiores de 16 anos e teve a sua apresentação nos cinemas disponibilizada de maneira tanto legendada quando dublada. Já em Portugal, a classificação foi para maiores de 14 anos, sendo apresentado teatralmente com som original em inglês com legendas. Em ambos os países, o filme foi lançado em 3 de outubro de 2019.

## Marketing
Phillips promoveu o filme postando fotos em seu feed do Instagram. Em 21 de setembro de 2018, ele divulgou imagens de teste de Phoenix fantasiado de Coringa, ao som de "Laughing", da banda The Guess Who, acompanhando as imagens. No CinemaCon, em 2 de abril de 2019, Phillips apresentou o primeiro trailer do filme, que foi lançado online no dia seguinte. O trailer, com destaque para a música "Smile", interpretada por Jimmy Durante, gerou críticas positivas, com alguns comentários comparando-o com Taxi Driver e Requiem for a Dream e elogiando a performance de Phoenix. Os roteiristas descreveram o trailer como obscuro e ousado. Mark Hamill, que dubla o Coringa desde o desenho animado de 1992 Batman: The Animated Series, expressou entusiasmo em um post no Twitter. O trailer recebeu mais de oito milhões de visualizações nas primeiras horas de lançamento.
Em 25 de agosto de 2019, Phillips lançou seis breves teasers que continham flashes de escrita, revelando que o segundo trailer seria lançado em 28 de agosto. O cineasta Kevin Smith elogiou o trailer, afirmando que achava que o filme "ainda funcionaria mesmo que a DC Comics não existisse" e elogiando sua singularidade.
No geral, a Deadline Hollywood estimou que a Warner Bros. gastou US$ 120 milhões em promoção e publicidade para Joker.

## Recepção

### Desempenho comercial
Joker arrecadou US$ 335,5 milhões nos Estados Unidos e Canadá e US$ 738,5 milhões em outros territórios, totalizando US$ 1,074 bilhão em todo o mundo. Se tornou o sexto filme de maior bilheteria de 2019 e o filme com "classificação R" de maior bilheteria de todos os tempos, bem como o primeiro filme com tal censura a ultrapassar a marca de um bilhão de dólares em receita. Em termos de relação orçamento/bruto, Joker também é o filme mais lucrativo baseado em uma história em quadrinhos, devido ao seu pequeno orçamento e pequeno declínio nas receitas semanais durante sua exibição nos cinemas, superando o recorde anteriormente detido por Deadpool (2016). A Deadline Hollywood estimou que o filme obteve um lucro líquido de US$ 437 milhões, considerando todas as despesas e receitas.

### Resposta da crítica

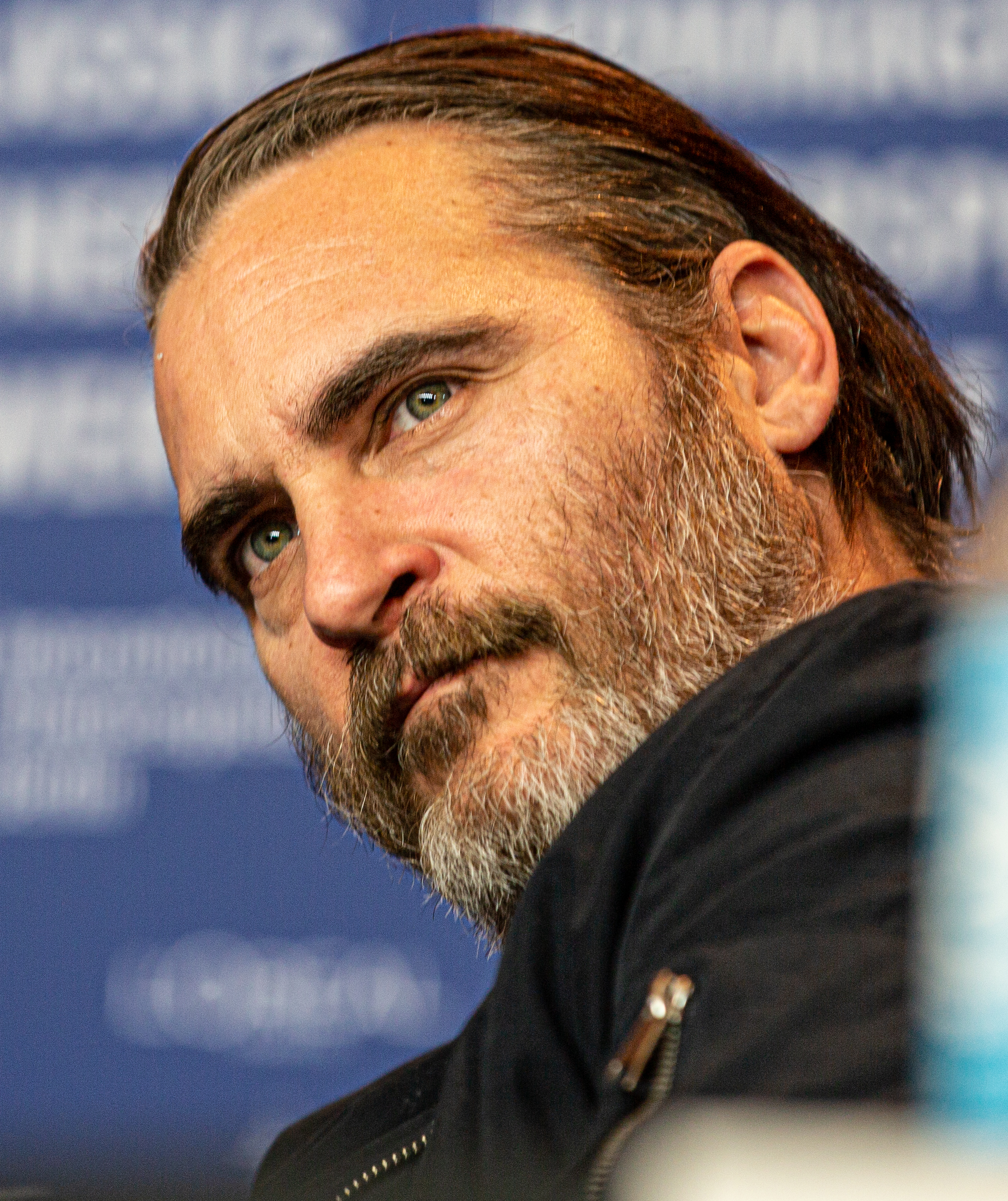
A atuação de Joaquin Phoenix como o Coringa foi amplamente aclamada pela crítica. Citado como um dos melhores filmes de sua carreira, o papel lhe rendeu o Óscar de melhor ator, o primeiro de sua carreira após três indicações anteriores.

No site agregador de resenhas cinematográficas Rotten Tomatoes, Joker possui 68% de aprovação baseado em 602 críticas, que chegaram ao consenso de que o filme "dá ao seu infame personagem central uma história de origem assustadoramente plausível que serve como uma vitrine brilhante para sua estrela — e uma evolução sombria para o cinema inspirado em quadrinhos". O Metacritic, que usa uma média ponderada para avaliação dos filmes, atribuiu a Joker uma pontuação de 59 de 100 com base em 60 críticos, indicando "críticas mistas ou médias". O público pesquisado pelo CinemaScore deu ao filme uma nota média "B+" em uma escala de "A+" a "F", enquanto os entrevistados pelo PostTrak deram uma pontuação geral positiva de 84% (com uma média de 4 de 5 estrelas) e 60% de "recomendação definitiva".
Mark Kermode, crítico de cinema do The Observer, avaliou o filme com 4 de 5 estrelas, afirmando que "Joker tem um ás na forma do retrato hipnotizantemente físico de Joaquin Phoenix de um homem que seria rei". Escrevendo para o portal IGN, Jim Vejvoda deu a Joker uma resenha positiva, dizendo que o filme "funcionaria tão bem como um estudo envolvente de personagem sem nenhuma das armadilhas da DC Comics [...]"; Vejvoda achou que o filme era uma alegoria poderosa e perturbadora da negligência e violência contemporâneas e descreveu a atuação de Phoenix como o Coringa como cativante e "digna de um Oscar". Brandon Davis, do website ComicBook.com, aclamou Joker como uma adaptação inovadora de quadrinhos que ele achou mais assustadora do que a maioria dos filmes de terror de 2019; Davis comparou-o favoravelmente ao filme do Batman de 2008, The Dark Knight, elogiou a cinematografia e as performances dos atores, declarando que o filme era daqueles que "precisava ser visto para acreditar".
David Ehrlich do IndieWire foi mais misto em sua resenha ao filme, dando-lhe uma nota "C+". Ele sentiu que embora "Joker seja o filme de super-herói mais ousado e emocionante desde The Dark Knight", era "também incendiário, confuso e potencialmente tóxico"; Ehrlich achou que o filme deixaria os fãs da DC satisfeitos e elogiou a atuação de Phoenix, mas criticou a direção de Phillips e a falta de originalidade. Stephanie Zacharek, da revista Time, em uma crítica negativa, classificou o desempenho de Phoenix como exagerado e sentiu que, embora Phillips tentasse "[dar-nos] um filme sobre o vazio de nossa cultura... Ele está apenas oferecendo um excelente exemplo de como é a nossa cultura"; ela argumentou que o enredo era inexistente, "sombrio apenas de uma forma estupidamente adolescente" e "recheado de filosofia falsa". Peter Bradshaw, do jornal britânico The Guardian chamou-o de "o filme mais decepcionante do ano"; embora tivesse elogiado o desempenho de Phoenix e o primeiro ato, Bradshaw criticou o desenvolvimento da trama política do filme e, em geral, considerou-o muito derivado de vários filmes de Scorsese. O crítico de cinema brasileiro Márcio Sallem do Cinema com Crítica conferiu quatro de cinco estrelas à produção que denominou como "uma piada de mau gosto, reflexo da sociedade egoísta habituada a erguer grades que separam os ‘sortudos’ dos ‘azarados’ e a debochar do sofrimento alheio, e ainda uma piada mortal, pois infelizmente os risos frenéticos ecoaram na cabeça de quem perdeu contato com a realidade após tanto escutá-los".

### Prêmios e indicações
Em setembro de 2019, Joker recebeu o Leão de Ouro, o maior prêmio do festival, no 76º Festival Internacional de Cinema de Veneza. No 92º Oscar, o filme ganhou os prêmios de Melhor Ator (Phoenix) e Melhor Trilha Sonora Original. Recebeu um total de onze indicações (incluindo Melhor Filme) na cerimônia, quebrando o recorde de oito de O Cavaleiro das Trevas para o maior número de indicações recebidas por um filme baseado em história em quadrinhos. Hildur Guðnadóttir também se tornou a primeira mulher a ganhar um Óscar de trilha sonora original desde The Full Monty (1997) em 1998. No British Academy Film Awards de 2019, o filme ganhou Melhor Ator em Papel Principal (Phoenix), Melhor Elenco e Melhor Música Original. entre onze indicações, incluindo Melhor Filme. O filme foi indicado a quatro Globo de Ouro pela 77ª cerimônia, ganhando os prêmios de Melhor Trilha Sonora Original e Melhor Ator (Phoenix). O filme foi indicado a sete prêmios no Critics' Choice Awards de 2020, ganhando Melhor Ator (Phoenix) e Melhor Trilha Sonora e foi incluído no American Film Institute e nos 10 melhores filmes de 2019 do Cahiers du Cinéma.
Tendo ganhado um prêmio no 26º Screen Actors Guild Awards pela atuação de Phoenix, Joker também recebeu indicações de outros sindicatos, incluindo o Writers Guild of America Award e o Sindicato dos Produtores da América. Ele ganhou o prêmio de Melhor maquiagem de época e/ou personagem em longa-metragem do Sindicato de Maquiadores e Cabeleireiros.

## Impacto cultural

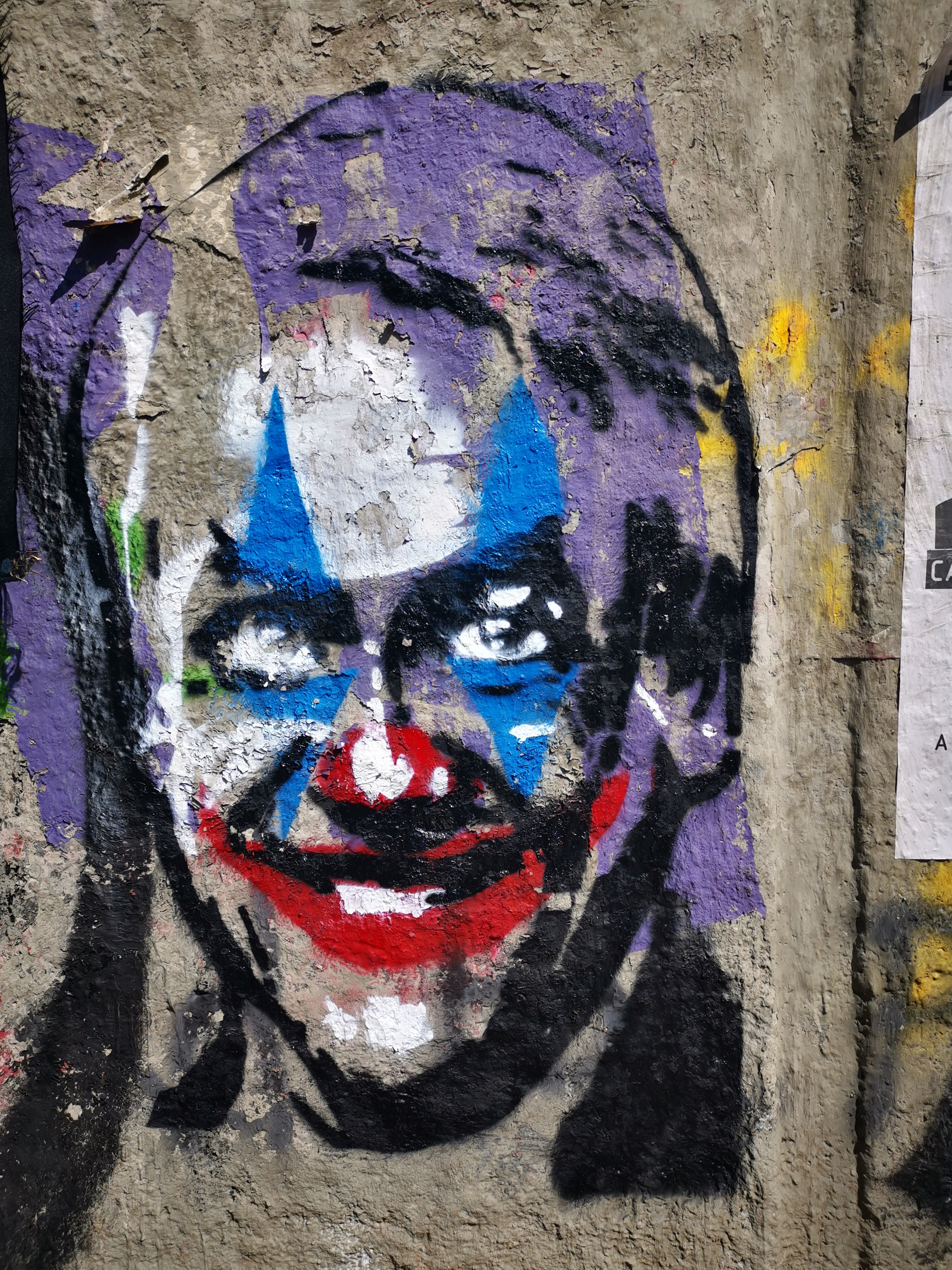
Desenho num muro representando o presidente chileno Sebastián Piñera como o Coringa durante os protestos chilenos de 2019-2022.

Durante um evento do Movimento 5 Estrelas em outubro de 2019, o comediante e político italiano Beppe Grillo fez um discurso usando a maquiagem do Coringa. Yusuke Kawai, o governador da província japonesa de Chiba, apareceu no canal local de TV NHK vestindo uma fantasia de Coringa em 2021. Referências ao personagem também foram encontradas em protestos antigovernamentais em todo o mundo. Durante a revolução libanesa de 17 de outubro, um grupo de grafiteiros chamado Ashekm pintou num muro uma ilustração do Coringa segurando um coquetel molotov, enquanto também foi relatado que várias estações de trem em Beirute foram pichadas com o rosto do personagem durante os protestos. Em Los Ángeles, Chile, durante os protestos chilenos de 2019-2022, a frase "Somos todos palhaços", adotada pelos manifestantes de Gotham City no filme, foi escrita ao pé de uma estátua. Em Hong Kong, os manifestantes desafiaram um decreto de emergência que proibia o uso de máscaras de personagens fictícios como o Coringa. Na França, durante o Movimento dos coletes amarelos, os bombeiros usaram uma maquiagem de Coringa segurando cartazes. Em 2020, durante os protestos à morte de George Floyd, o presidente argentino Alberto Fernández comparou as imagens dos protestos com as vistas no filme.
Um dos locais vistos no filme, um lance de escadas no Bronx, na cidade de Nova York, foi apelidado de Joker Stairs. As escadas se tornaram um destino turístico e tema de memes na internet, com os visitantes frequentemente reencenando a cena do filme em que Fleck dança descendo as escadas em seu traje de Coringa. O campeão de boxe ucraniano Oleksandr Usyk usou um terno semelhante ao do Coringa em uma coletiva de imprensa pré-luta que antecedeu sua luta com Anthony Joshua.
Em 2020, o portal Deadline listou o filme como um dos "21 filmes mais influentes do século XXI, até agora", com Pete Hammond descrevendo Joker como um filme "que emergiu de uma história em quadrinhos para se tornar um comentário assustador sobre nossos próprios tempos sombrios, provando que o gênero de onde veio é capaz de ser levado muito a sério". O filme também ficou em 39º lugar na lista da Empire dos "100 Maiores Filmes do Século 21", dizendo que "representava outra evolução madura para os filmes de quadrinhos - e provou que as adaptações da DC poderiam prosperar fora do estilo 'estrutura do universo', como são as produções da Marvel".

## Sequência
Originalmente, Joker não foi planejado para ter continuações, sendo pensado com um "filme independente". No entanto, após seu grande sucesso, a Warner Bros. deu início ao desenvolvimento de uma sequência. Joker: Folie à Deux foi lançado em 4 de outubro de 2024.